# Hedehusene Station
Hedehusene Station er en jernbanestation i Hedehusene. Stationen blev åbnet sammen med den første jernbane i det nuværende Danmark, Vestbanen, i 1847, og den er således en af de ældste danske stationer. Den nuværende stationsbygning blev dog først indviet i 1917, hvor den afløste en ældre ved siden af fra 1873. Da den nuværende stationsbygning blev bygget, blev den anset for at være for lille, men den eksisterer dog stadig, om end den er overgået til andre formål.

## Galleri
- Wikimedia Commons har flere filer relateret til Hedehusene Station

- Busterminal.
- Perron på nordsiden.
- Midterperron
- Stationsbygningen set fra syd.
- Gennemkørende regionaltog.
- Nedgang til perrontunnel.

## Antal rejsende
Ifølge Østtællingen var udviklingen i antallet af dagligt afrejsende: 
| År   | Antal | År   | Antal | År   | Antal | År   | Antal |
| ---- | ----- | ---- | ----- | ---- | ----- | ---- | ----- |
| 1984 | 529   | 1993 | 854   | 2000 | 840   | 2005 | 778   |
| 1987 | 439   | 1995 | 776   | 2001 | 821   | 2006 | 825   |
| 1990 | 1.131 | 1996 | 827   | 2002 | 903   | 2007 | 782   |
| 1991 | 1.143 | 1997 | 588   | 2003 | 1.022 | 2008 | 703   |
| 1992 | 1.108 | 1998 | 794   | 2004 | 1.055 |      |       |